# Katastrofa Cessny 650 Citation VII w Meksyku
Katastrofa Cessny 650 Citation VII w Meksyku – katastrofa lotnicza, która wydarzyła się 28 lipca 2023 roku o godzinie 20:50 czasu lokalnego w Zatoce Campeche w Meksyku. Cessna 650 Citation VII z 3 osobami na pokładzie wpadła do morza 3 minuty po starcie. Zginęły 3 osoby – 2 pilotów i 1 pasażer. Rejestracja samolotu, który uległ katastrofie, to XB-VFJ. Samolot ten odbył swój pierwszy lot w 1993 roku. 

## Wypadek
Maszyna wystartowała z Veracruz o godz 20:47. Dane ADS-B wskazują na to, że po przelocie nad wybrzeżem, samolot zaczął gwałtownie zmniejszać wysokość. Cessna wpadła do morza o godzinie 20:50 czasu lokalnego. Zginęły wszystkie 3 osoby na pokładzie.

## Przyczyna
Przyczyny katastrofy nie są znane.